# Athlītikos Gymnastikos Syllogos Asteras Tripolīs 2011-2012
Questa voce raccoglie le informazioni riguardanti l'Asteras Tripolis nelle competizioni ufficiali della stagione 2011-2012.

## Rosa
| N. |                      | Ruolo | Calciatore              |
| -- | -------------------- | ----- | ----------------------- |
| 77 | Ungheria (bandiera)  | P     | Márton Fülöp            |
| 31 | Grecia (bandiera)    | P     | Manolis Stefanakos      |
| 46 | Grecia (bandiera)    | P     | Georgios Georgakopoulos |
| 37 | Grecia (bandiera)    | P     | Georgios Bantis         |
| 5  | Grecia (bandiera)    | D     | Panagiotis Petrousis    |
| 3  | Grecia (bandiera)    | D     | Chrīstos Pipinīs        |
| 13 | Grecia (bandiera)    | D     | Leonidas Argyropoulos   |
| 52 | Grecia (bandiera)    | D     | Athanasios Kōstoulas    |
| 2  | Croazia (bandiera)   | D     | Domagol Cesarec         |
| 6  | Argentina (bandiera) | D     | Lautaro Formica         |
| 22 | Argentina (bandiera) | D     | Sebastián Bartolini     |
| 23 | Spagna (bandiera)    | D     | Ximo Navarro            |
| 24 | Spagna (bandiera)    | D     | Daniel Orozco           |
| 4  | Spagna (bandiera)    | D     | Juanito                 |
|    | Senegal (bandiera)   | D     | Khalifa Sankaré         |
| 18 | Spagna (bandiera)    | C     | Fernando Usero          |
| 21 | Spagna (bandiera)    | C     | Rubén Rayos             |

| N. |                       | Ruolo | Calciatore            |
| -- | --------------------- | ----- | --------------------- |
| 27 | Argentina (bandiera)  | C     | Leandro Álvarez       |
| 10 | Brasile (bandiera)    | C     | Rogério               |
| 30 | Brasile (bandiera)    | C     | Hegon                 |
| 69 | Slovacchia (bandiera) | C     | Mário Breška          |
| 20 | Croazia (bandiera)    | C     | Goran Rubil           |
| 11 | Grecia (bandiera)     | C     | Savvas Tsabouris      |
| 15 | Grecia (bandiera)     | C     | Nicolaos Skondras     |
| 19 | Grecia (bandiera)     | C     | Anastasios Tsoumagkas |
| 25 | Grecia (bandiera)     | C     | Dimitris Kourmbelis   |
| 84 | Grecia (bandiera)     | C     | Antonis Ladakis       |
| 16 | Spagna (bandiera)     | A     | Juli                  |
| 9  | Argentina (bandiera)  | A     | Emanuel Perrone       |
| 33 | Argentina (bandiera)  | A     | Emmanuel Francou      |
| 86 | Serbia (bandiera)     | A     | Nemanja Arsenijević   |
| 99 | Grecia (bandiera)     | A     | Ilias Solakis         |
| 14 | Grecia (bandiera)     | A     | Anastasios Bakasetas  |